# Barbierella scitula
Barbierella scitula is een tweekleppigensoort uit de familie van de Lucinidae. De wetenschappelijke naam van de soort is voor het eerst geldig gepubliceerd in 1986 door Oliver & Abou-Zeid.